# Lewis Lockwood
Lewis H. Lockwood (New York, 16 décembre 1930) est un musicologue américain dont les principaux domaines sont la musique de la Renaissance italienne et de la vie et de l'œuvre de Ludwig van Beethoven. Joseph Kerman, le décrit comme « l'un des principaux érudits de la musique de la génération d'après-guerre et la première autorité américaine sur Beethoven. »

## Formation
Lewis Lockwood étudie à la Haute École d'Art et de Musique de New York, puis effectue ses études de premier cycle à l'université du Queens, où son principal conseiller, est l'érudit de la Renaissance, Edward Lowinsky. Il poursuit des études de deuxième cycle à l'Université de Princeton au début des années 1950 avec Oliver Strunk, Arthur Mendel et l'italien Nino Pirrotta. Il reçoit une bourse Fulbright et se rend en Italie en 1955-1956. Il passe son doctorat en musicologie à Princeton (1960), avec une thèse sur le compositeur italien du XVIe siècle, Vincenzo Ruffo, dont la musique sacrée montre l'influence directe de l'esthétique de la Contre-Réforme. Lockwood apprend également le violoncelle. Il étudie d'abord avec Albin Antosch et plus tard, avec Lucien Laporte, membre du Quatuor Paganini. Il est toujours actif dans la musique de chambre.

## Œuvre
Après son service militaire, en 1956-1958, Lockwood enseigne à l'Université de Princeton de 1958 à 1980 et à l'Université Harvard, de 1980 à 2002. Après son départ à la retraite en 2002, il reçoit une nomination honorifique à l'Université de Boston et est actuellement codirecteur du centre de recherche Beethoven à l'Université de Boston. Il est éditeur du Journal of the American Musicological Society, de 1964 à 1967 et président de l'American Musicological Society en 1987 et 1988.
L'œuvre de Lockwood dans l'histoire de la musique italienne, se concentre d'abord sur les questions de style et de genre, la redéfinition du terme familier de « messe parodique » et d'autres sujets connexes. Plus tard, il se tourne vers l'étude d'un unique grand centre musical de la Renaissance, Ferrare au XVe siècle et réalise de nombreuses recherches dans les archives qui aboutit à son ouvrage majeur, Music in Renaissance Ferrara, 1400-1505 (1984). C'est une étude complète de la musique, des musiciens, et leur protecteur, la dynastie d'Este qui construit leur cour dans un centre important. Dans ses œuvres ultérieures, centrées sur Beethoven, Lockwood – autorité américaine sur Beethoven – est remarqué pour ses recherches sur les manuscrits, en particulier sur  les carnets de croquis et des autographes de Beethoven, mais aussi des cadres d'études plus larges. Ses premières recherche sur Beethoven commencent par celles sur la composition du premier mouvement de la sonate pour violoncelle opus 69, un exemple rare et remarquable de la transformation radicale, d'un mouvement à un stade tardif de composition de Beethoven. Il s'est ensuivi d'autres études similaires, axée sur les sources. Sa biographie, intitulée Beethoven: The Music and the Life (Norton, 2003), est finaliste pour le Prix Pulitzer dans la catégorie biographie. Par la suite, il publie un livre sur les quatuors à cordes avec, en tant que coauteurs, les membres du Quatuor Juilliard, Inside Beethoven's Quartets (2008). En 2013, en collaboration avec Alan Gosman, il complète sept ans de travail sur la première édition critique du carnet d'esquisses de l'« Eroica » de Beethoven, publié par l'Illinois University Press. Puis suit son livre, Beethoven's Symphonies: An Artistic Vision (Norton, 2015).

## Prix et distinctions
En 1984, Lockwood est élu membre de l'Académie américaine des arts et des sciences, et en 2013, membre de la Société américaine de philosophie. Un festschrift en son honneur est publié en 1996. Le prix Lewis Lockwood de l'American Musicological Society, décerné chaque année pour un livre exceptionnel, écrit par un musicologue dans les dix années suivant son doctorat, est nommé en son honneur.

## Publications (sélection)
Lockwood est l'auteur de nombreux articles, livrets de disques et autres publications, à la fois sur la Renaissance et les études beethovéniennes et le fondateur de l'annuaire Beethoven Forum (1992–2008).
Monographies
- Beethoven's Symphonies: An Artistic Vision (New York: W.W. Norton, 2015) (OCLC 951070894)
- Beethoven's "Eroica" Sketchbook: A Critical Edition: Transcription, Facsimile, Commentary, avec Alan Gosman, 2 vols. (University of Illinois Press, 2013)
- Inside Beethoven's Quartets: History, Performance, Interpretation, avec le Quatuor Juilliard (Cambridge, MA: Harvard University Press, 2008) (OCLC 849068013)
- Beethoven: The Music and the Life (New York: W.W. Norton, 2003 ; rééd. 2005)
- Beethoven: Studies in the Creative Process (Harvard University Press, 1992)
- Music in Renaissance Ferrara, 1400-1505 (Oxford University Press, 1984 ; rééd. révisée, Oxford University Press, 2008) (OCLC 251759566 et 436881553)
- The Counter-Reformation and the Masses of Vincenzo Ruffo (Venise, Fondazione Giorgio Cini, 1970)

Article
- « On the beautiful in music : Beethoven's Spring sonata for violin and piano, opus 24 », dans Lewis Lockwood et Mark Kroll (éds.), The Beethoven violin sonatas : history, criticism, performance (University of Illinois Press, 2004) (OCLC 53919941)

## Vie personnelle
Lockwood a épousé Doris Hoffmann Lockwood de 1953 jusqu'à sa mort prématurée en 1992. Ils ont eu deux enfants, Daniel et Alison. En 1997, il a épousé Ava Bry Penman.